# Norops pijolense
Norops pijolense este o specie de șopârle din genul Norops, familia Polychrotidae, descrisă de Mccranie, Wilson și Williams 1993. Conform Catalogue of Life specia Norops pijolense nu are subspecii cunoscute.